# Hunting
Hunting (fràncic lorenès Hënténgen) és un municipi francès situat al departament del Mosel·la i a la regió del Gran Est. L'any 2007 tenia 581 habitants.

## Demografia

### Població
El 2007 la població de fet de Hunting era de 581 persones. Hi havia 220 famílies, de les quals 36 eren unipersonals (12 homes vivint sols i 24 dones vivint soles), 80 parelles sense fills, 84 parelles amb fills i 20 famílies monoparentals amb fills.
La població ha evolucionat segons el següent gràfic:
Habitants censats

### Habitatges
El 2007 hi havia 239 habitatges, 224 eren l'habitatge principal de la família, 2 eren segones residències i 13 estaven desocupats. 205 eren cases i 34 eren apartaments. Dels 224 habitatges principals, 182 estaven ocupats pels seus propietaris, 38 estaven llogats i ocupats pels llogaters i 4 estaven cedits a títol gratuït; 2 tenien dues cambres, 20 en tenien tres, 42 en tenien quatre i 160 en tenien cinc o més. 208 habitatges disposaven pel capbaix d'una plaça de pàrquing. A 65 habitatges hi havia un automòbil i a 144 n'hi havia dos o més.

### Piràmide de població
La piràmide de població per edats i sexe el 2009 era:
| Homes | Edats   | Dones |
| ----- | ------- | ----- |
| 0     | 95 o +  | 0     |
| 0     | 90 a 94 | 4     |
| 0     | 85 a 89 | 0     |
| 0     | 80 a 84 | 8     |
| 8     | 75 a 79 | 4     |
| 16    | 70 a 74 | 16    |
| 8     | 65 a 69 | 12    |
| 16    | 60 a 64 | 12    |
| 24    | 55 a 59 | 16    |
| 24    | 50 a 54 | 20    |
| 28    | 45 a 49 | 12    |
| 28    | 40 a 44 | 40    |
| 4     | 35 a 39 | 28    |
| 28    | 30 a 34 | 8     |
| 12    | 25 a 29 | 20    |
| 8     | 20 a 24 | 12    |
| 16    | 15 a 19 | 24    |
| 24    | 10 a 14 | 24    |
| 8     | 5 a 9   | 24    |
| 12    | 0 a 4   | 12    |

## Economia
El 2007 la població en edat de treballar era de 407 persones, 282 eren actives i 125 eren inactives. De les 282 persones actives 273 estaven ocupades (143 homes i 130 dones) i 10 estaven aturades (4 homes i 6 dones). De les 125 persones inactives 42 estaven jubilades, 35 estaven estudiant i 48 estaven classificades com a «altres inactius».

### Ingressos
El 2009 a Hunting hi havia 233 unitats fiscals que integraven 620 persones, la mediana anual d'ingressos fiscals per persona era de 19.906 €.

### Activitats econòmiques
Dels 8 establiments que hi havia el 2007, 1 era d'una empresa de fabricació d'altres productes industrials, 2 d'empreses de construcció, 1 d'una empresa de comerç i reparació d'automòbils, 1 d'una empresa de transport, 1 d'una empresa d'hostatgeria i restauració, 1 d'una empresa d'informació i comunicació i 1 d'una empresa classificada com a «altres activitats de serveis».
L'any 2000 a Hunting hi havia 12 explotacions agrícoles que ocupaven un total de 348 hectàrees.

## Equipaments sanitaris i escolars
El 2009 hi havia 1 escola maternal i 1 escola elemental integrada dins d'un grup escolar amb les comunes properes formant una escola dispersa.

## Poblacions més properes
El següent diagrama mostra les poblacions més properes.